# 佩拉爾塔 (新墨西哥州)
佩拉爾塔（英語：Peralta）是一個位於美國新墨西哥州巴倫西亞縣的城鎮。

## 人口
根據2020年美國人口普查的數據，佩拉爾塔的面積為11.51平方千米，皆為陸地。當地共有人口3342人，而人口密度為每平方千米290人。